# Муријаљио (Торино)
Муријаљио је насеље у Италији у округу Торино, региону Пијемонт.
Према процени из 2011. у насељу је живело 205 становника. Насеље се налази на надморској висини од 553 м.